# Take a Chance on Me (álbum)
Take a Chance on Me é uma coletânea de músicas do grupo ABBA lançada em 30 de janeiro de 2006. A compilação é similiar à The Name of the Game e On And On, lançados em 2002 e 2003, respectivamente.

## Lista de faixas
| N.º | Título                                         | Duração |  |
| 1.  | "Gimme! Gimme! Gimme! (A Man After Midnight)"  | 4:51    |  |
| 2.  | "Rock Me"                                      | 3:06    |  |
| 3.  | "Love Isn't Easy (But It Sure Is Hard Enough)" | 2:56    |  |
| 4.  | "Gonna Sing You My Lovesong"                   | 3:35    |  |
| 5.  | "SOS"                                          | 3:22    |  |
| 6.  | "When I Kissed the Teacher"                    | 3:03    |  |
| 7.  | "The Name Of The Game"                         | 4:54    |  |
| 8.  | "Hole In Your Soul"                            | 3:42    |  |
| 9.  | "Why Did It Have To Be Me"                     | 3:20    |  |
| 10. | "On And On And On"                             | 3:40    |  |
| 11. | "Lay All Your Love On Me"                      | 4:32    |  |
| 12. | "The Visitors"                                 | 5:49    |  |
| 13. | "When All Is Said And Done"                    | 3:20    |  |
| 14. | "Ring Ring"                                    | 3:08    |  |